# Marijana Kantschewa
Marijana Kantschewa (bulgarisch Марияна Кънчева, wiss. Transliteration Marijana Kănčeva; * 1958 in Trjawna) ist eine bulgarische Juristin. Sie ist Richterin am Gericht der Europäischen Union.

## Leben und Wirken
Kantschewa erwarb nach rechtswissenschaftlichem Studium an der Universität Sofia 1984 ihren Abschluss. Anschließend trat sie in den bulgarischen Justizdienst ein und war ab 1985 als Richterin auf Probe am Regionalgericht von Sofia tätig. Diese Tätigkeit übte sie aber nur bis 1986 aus und wurde anschließend Rechtsberaterin, dann Rechtsanwältin in Sofia. Von 1992 bis 1994 war sie Generaldirektorin des Amts für den Diplomatischen Dienst beim bulgarischen Außenministerium während der Amtszeit von Ljuben Berow. Anschließend arbeitete sie in Bulgarien wieder als Rechtsanwältin, 2007 übersiedelte sie nach Brüssel in eine dortige Kanzlei. 2009 erwarb sie dort den zusätzlichen Titel des Masters im Europäischen Recht am Institut d’études européennes der Université libre de Bruxelles. Ihre Tätigkeit war spezialisiert auf das Recht des geistigen Eigentums und Wirtschaftsrecht. Außerdem ist sie Verfasserin mehrerer Veröffentlichungen zum Europarecht. Daneben war sie als Schiedsrichterin zur Regelung von Handelsstreitigkeiten in Bulgarien tätig und als Rechtsberaterin des bulgarischen Parlaments an der Abfassung verschiedener Gesetzestexte beteiligt.
Am 19. September 2011 wurde Kantschewa erstmals zur Richterin am Gericht der Europäischen Union gewählt. Es folgten mehrere Wiederwahlen.